# Callichthys callichthys
Callichthys callichthys — вид риб з роду Callichthys родини Панцирні соми ряду сомоподібні. Інші назви — «калліхт», «хассар», «кольчужний сом». Утримують також в акваріумах.

## Опис
Загальна довжина сягає 20 см. Голова сильно сплощена, коротка. Очі маленькі. Рот широкий. На верхній щелепі є 2 пари довгих вусів, на нижній — 1 пара коротких. Тулуб торпедоподібний. Спинний плавець довгий, складається з 6—8 м'яких променів. Жировий плавець маленький. Грудні плавці широкі, їх передній край сильно потовщений. Анальний плавець сильно витягнутий донизу. Хвостовий плавець самиці має задній край рівний, у самця — з маленькою виїмкою.
Забарвлення оливково-буре, іноді бежево-бронзове або темно-сірого з блакитним або фіолетовим відливом. На голові, тулубі та плавцях розкидані численні темні плями. Тулуб також має темно-коричневі риски. Плавці сірі, іноді з помаранчевою або червонуватою облямівкою. Одна велика пляма у самця розташована в центрі спинного плавця, у самиці — ближче до заднього краю.

## Спосіб життя
Зустрічається в стоячих водоймах або з повільною течією з малою кількістю кисню, біля мулистих ґрунтів. Вдень ховається серед каміння. Активний у присмерку. Живиться водоростями, дрібною рибою та водяними комахами. Здобич шукає біля дна, розпушуючи верхній шар ґрунту. Доволі зажерливі. Молодь живиться личинками комах. Коли його біотип стає сухим, він може вийти з води завдяки своїй здатності заковтувати повітря та використовувати свою кишку для поглинання кисню з атмосфери, щоб знайти більше води.
Статева зрілість настає при розмірі 10 см. Під час нересту черево самця стає червоним, його грудні колючки стають довшими й товщими. Будує гніздо з піни у поверхні води під плаваючими рослинами. Самець охороняє кладку. Мальки з'являються через 4—6 днів.

## Розповсюдження
Мешкає в річках Південної Америки: від Венесуели до Аргентини, особливо поширений в басейнах річок Амазонка та Парагвай. Також зустрічається в водоймах о. Тринідад.

## Утримання в акваріумі

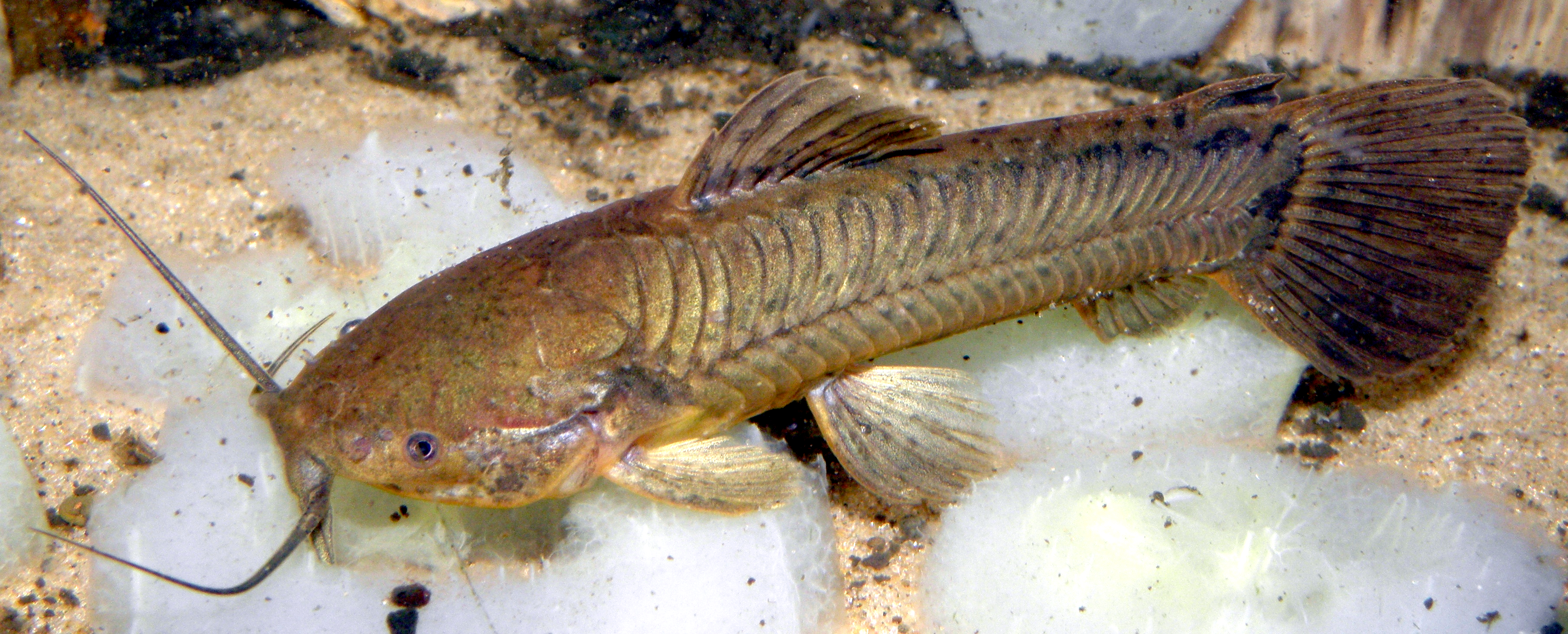
Калліхт в акваріумі

Утримують в просторих акваріумах (від 100 л) з укриттями і заростями, що створюють притулок для риб.
Умови утримання: температура води 18-28, pH 6,0—8,0, твердість води до 30 °dH.
Годують живим кормом (трубочник, мотиль, коретра, циклопи) або сухим (спеціальні таблетки).